# Tumeochrysa magnifica
Tumeochrysa magnifica is een insect uit de familie van de gaasvliegen (Chrysopidae), die tot de orde netvleugeligen (Neuroptera) behoort. 
Tumeochrysa magnifica is voor het eerst wetenschappelijk beschreven door Hölzel in 1973.